# Rund um Köln 2006
Il Rund um Köln 2006, novantunesima edizione della corsa, valido come evento del circuito UCI Europe Tour 2006 categoria 1.1, fu disputato il 17 aprile 2006 per un percorso totale di 202,8 km. Fu vinto dal tedesco Christian Knees, al traguardo in 4h 52' 43" alla media di 41,565 km/h.
Alla partenza erano presenti 174 ciclisti, di cui 25 portarono a termine la gara.

## Ordine d'arrivo (Top 10)
| Pos. | Corridore          | Squadra       | Tempo    |
| ---- | ------------------ | ------------- | -------- |
| 1    | Christian Knees    | Team Milram   | 4h52'43" |
| 2    | David Kopp         | Gerolsteiner  | a 5"     |
| 3    | Kai Reus           | Rabobank Con. | a 8"     |
| 4    | Robert Gesink      | Rabobank Con. | a 12"    |
| 5    | André Korff        | T-Mobile Team | a 1'48"  |
| 6    | Leonardo Giordani  | Naturino      | s.t.     |
| 7    | Luke Roberts       | Team CSC      | a 1'59"  |
| 8    | Evert Verbiest     | Choc. Jacques | s.t.     |
| 9    | Stephan Schreck    | T-Mobile Team | s.t.     |
| 10   | Andreas Matzbacher | Volksbank     | s.t.     |